# Richard Hunger
Walter Richard Hunger (* 28. September 1911 in Halle (Saale); † 1. Mai 1957 in Freiberg) war ein deutscher Geologe und Hochschullehrer.

## Leben
Richard Hunger wuchs in Halle auf und legte 1932 das Abitur ab. Anschließend studierte er in Halle und München Naturwissenschaften mit den Hauptfächern Geologie und Botanik. Er beendete 1938 sein Studium und schloss im gleichen Jahr an der Martin-Luther-Universität Halle seine Promotion ab. Im gleichen Jahr nahm er eine Assistentenstelle am Museum für Mitteldeutsche Erdgeschichte und Geiseltalsammlung in Halle an.
Zwischen 1940 und 1945 diente er beim Militär, zunächst als Pionier und ab 1941 als Wehrgeologe. Am 8. Mai 1945 ging Richard Hunger nach Halle zurück, wo er bis zum 31. März 1950 das Geiseltalmuseum leitete. Er arbeitete ebenfalls für die Museen in Wolmirstedt, Merseburg, Freyburg (Unstrut), Halberstadt und Oschersleben, zudem hielt er Vorträge zu geologischen Themen im Kulturbund und an der Volkshochschule.
Am 1. April 1950 wurde er Assistent am Institut für Brennstoffgeologie der Bergakademie Freiberg, und knapp ein Jahr später wurde er wissenschaftlicher Oberassistent. 1952 bekam er einen Lehrauftrag für das Fach Brennstoffgeologie. Im April 1953 habilitierte er sich. Am 15. Juni 1953 wurde Hunger zum ordentlichen Professor für Brennstoffgeologie und zum Institutsdirektor ernannt. Von 1956 bis 1957 leitete er außerdem die Abteilung Brennstoffgeologie des neu gegründeten Deutschen Brennstoffinstituts Freiberg.
Richard Hunger verstarb 45-jährig an einem Herzinfarkt. Sein Grab befindet sich auf dem Freiberger Donatsfriedhof. Am 27. September 1991 wurden Leben und Wirken Richard Hungers am Institut für Geologie der Bergakademie Freiberg mit einem Gedenkkolloquium gewürdigt.

## Veröffentlichungen (Auswahl)
- Biostratonomie und Palaeobotanik der Blätterkohlenvorkommen des eozänen Humodils des Zeitz-Weißenfelser Reviers. Dissertation, Halle, 1939. In: Braunkohlenarchiv. 51/1939, S. 33–69
- Geologie oder Welteislehre. Isert Halle, 1948
- Erstarrte Lebensräume. Halle, 1948
- Zwerge und Riesen der Vorzeit. Halle, 1949
- Ergebnisse der Geiseltalausgrabungen 1949. Freiberg, 1951
- Einführung in die Paläontologie. Verlag Technik Berlin. Band 5/1952
- Einführung in die Paläontologie. Verlag Technik Berlin. Band 6/1952
- Mikrobotanisch-stratigraphische Untersuchungen der Braunkohlen der südlichen Oberlausitz und die Pollenanalyse als Mittel zur Deutung der Flözgenese. Habilitation, Freiberg, 1953
- Aus dem Tagebuch der Erde. Brockhaus Leipzig, 1956
- Biogene Gesteinsbildung. Deutscher Verlag der Wissenschaften Berlin, 1956